# Henri Collé
Henri Collé (Losne, 23 novembre 1893 – Losne, 13 novembre 1976) è stato un ciclista su strada svizzero.
Professionista dal 1920 al 1928, fu sesto al Tour de France 1923.

## Carriera
Ottenne una vittoria in nove anni di professionismo, il Circuit du Mont-Blanc nel 1922. Partecipò a sei edizioni del Tour de France, classificandosi al sesto posto nel 1923, e fu due volte sul podio dei campionati svizzeri: secondo nel 1922 e terzo nel 1924.

## Palmarès
- 1922 (Peugeot-Wolber, 1 vittoria)

Circuit du Mont-Blanc

## Piazzamenti

### Grandi Giri
- Tour de France

1921: 17º
1923: 6º
1924: ritirato (10ª tappa)
1925: ritirato (1ª tappa)
1926: 18º
1928: ritirato (20ª tappa)

### Classiche monumento
- Milano-Sanremo

1925: 18º
- Giro di Lombardia

1920: 25º